# 松本和
松本 和(まつもと かず/やわら、安政7年2月23日〈1860年3月15日〉 - 昭和15年〈1940年〉1月20日）は、幕末・明治期の日本の海軍軍人。最終階級は海軍中将。

## 経歴
江戸出身。幕府御家人松本十右衛門の次男として生まれる。幼名は和吉。明治7年（1874年）10月20日、海軍を志して海軍兵学寮に入る。6年にわたり勉学に励み、明治13年(1880年)12月、海軍兵学校7期を30名中27位で卒業。加藤友三郎・島村速雄・吉松茂太郎・藤井較一の4大将を輩出し、松本を含め中将6名、少将を8名輩出したクラスである。勤勉で努力家であり、「摂津」「筑波」「龍驤」「筑紫」と船を渡り歩き、航海士を目指した。
明治19年（1886年）12月、大尉へ昇進。当時はまだ中尉の階級が設定されていなかった。「大和」航海長を皮切りに、9ヶ月間の海軍大学校学生を除くと、「筑波」「高千穂」と航海長を歴任。明治24年（1891年）4月、フランスで建造した「厳島」回航のため初めて海外へ出る。1年余りフランスを見聞しつつ厳島の操艦術を身につけ、日本への回航時は航海長として無事に到着させた。
帰国直後の明治25年（1892年）7月、海軍参謀部に招聘された。参謀部は翌年5月に海軍軍令部へ改編され、松本は残留して第一局と第二局の部員を交互に経験する。軍令部員として3年間勤務するが、その時期に日清戦争が勃発した。松本は運輸通信を担当。陸軍の部隊輸送や物資の洋上輸送計画を立案し、成功させた。この任務遂行を賞賛する声は高く、一介の軍令部員でありながら、功四級の金鵄勲章を授与された。この戦いで金鵄勲章を授与された尉官級将校は、島村速雄連合艦隊参謀と松本の2名だけである。最前線で戦った島村はともかく、後方の幕僚に過ぎない松本が授与されたのは、その見事な計画と実践の賜物である。
戦功を受けて少佐に昇進したのち、戦後の明治29年（1896年）4月、久々に海上に出て常備艦隊航海長と参謀を兼務した。1年間の任期を終える直前、明治30年（1897年）12月、中佐へ昇進。軍務局で1年半過ごし、明治32年（1899年）6月より「八重山」艦長に転じる。この3ヶ月後に大佐へ昇進。
明治33年（1900年）5月、艦政本部が開設され、燃料・需品の改良研究を推進する第二部長に任じられる。卓越した事務処理能力と艦艇装備に関する知識を買われたものだった。艦政本部の立ち上げに貢献すると、明治35年（1902年）10月、かつて航海長として日本へ連れて来た「厳島」の艦長に転ずる。さらに日露戦争臨戦編制を前に、明治36年（1903年）9月より戦艦「富士」艦長となった。開戦を前に猛訓練に臨み、全力推進運転中に急速後退運転を命じたこともある。無謀な命令を拒絶した機関長に「平時にできぬことが戦時にできるわけがない。この運転で壊れるようなら、富士はその程度の船だということだ」と一喝した。日露戦争の全期間、「富士」を操り続け、黄海海戦・日本海海戦では、他の3戦艦より一世代古い「富士」で敢闘した。
戦後の明治38年（1905年）11月、少将へ昇進し、水路部長となる。長らく水路部長を務めた前任の肝付兼行中将は生粋の測量技官だったが、経歴がまったく違う航海畑の松本が就任して以後は、水路部長の地位は航海専門の兵科将校にとって出世への重要な関門となった。
水路部長を1年務め、明治39年（1906年）11月より横須賀工廠長に転じる。着任時には戦艦「薩摩」、巡洋艦（のち巡洋戦艦）「鞍馬」の建造工事が着々と進んでおり、松本も主力艦の竣工に期待していた。しかし、竣工を待たず松本は転勤を命ぜられた。次の任務は艦政本部長である。「薩摩」と「鞍馬」だけではなく、海軍のすべての艦艇を統括できるとあって、明治41年（1908年）8月28日、松本は嬉々として着任した。翌年9月に中将へ昇進する。
松本はここで、延び延びになっていた六六艦隊計画の実行に着手した。その第一弾として、イギリスに最新巡洋戦艦を発注する。それこそ松本の運命を大きく狂わせた「金剛」であった。日本海軍が初めて所有する超弩級巡洋戦艦とあって、艦政本部の意気込みは強かった。竣工した「金剛」が横須賀に到着し、「比叡」の竣工にも目処が立った大正2年（1913年）12月、松本は5年半務めた艦政本部長を降りて呉鎮守府司令長官に転じた。呉鎮守府が管轄する呉工廠では、六六艦隊計画第二弾として戦艦「扶桑」の建造が進められており、松本自身も「扶桑」建造の指揮を楽しみにしていた。
しかし、呉鎮守府長官に着任した翌月、遂にシーメンス事件が発覚した。当初はシーメンス社からの贈収賄事件に留まっていた。だが捜査と容疑者の尋問が進むうちに、「金剛」の発注先を当初計画のアームストロング・ホイットワース社からヴィッカース社に変更するための裏工作が発覚し、新たに松本へ嫌疑が向けられた。シーメンス社を巡る贈収賄事件の段階で暴動も発生していたため、飛び火したヴィッカース社関係の容疑者への尋問は迅速に実施された。第1次山本内閣が総辞職した翌日、大正3年（1914年）3月25日に松本は呉鎮守府長官を罷免され、三井物産経由で渡された40万円の賄賂についての尋問が軍法会議で始まった。松本は40万円の授受は慣例として自然なことであり、成功報酬と見なして抗弁した。しかし三井物産の帳簿が改竄されていることが発覚し、事件性ありと高等軍法会議は判断した。
大正3年（1914年）5月15日、松本は懲役3年追徴金40万9800円の実刑判決を下された。その半月後の29日、松本は免官、正四位返上を命じられ、勲二等、功三級及び明治二十七八年従軍記、明治三十三年従軍記章、明治三十七八年従軍記章を褫奪された。
刑期を終えた後から亡くなるまでの松本の後半生はほぼ不明である。水交社の名簿からも抹消された。加藤・島村はもとより、同期の兵学校7期生との音信も不通となってしまった。かろうじて大正11年（1922年）頃に松本と会ったという目撃証言が見出せるのみである。松本の孫の生前の証言によると、晩年の松本はよき祖父であり、東京で穏やかな日々を家族と共に過ごしていたという。厚生省の記録によると、昭和15年（1940年）1月20日に世を去った。

## エピソード
- 紀脩一郎は関東大震災直後に、たまたま加わった自警団で偶然松本と出会い、一緒に夜警に出るなどして一晩共に過ごしている[7]。
- 川田順は住友回想記の中で、松本について「彼は立派な紳士で、賄賂を取るような人間でないことを世間の一部では確信していた。彼が日本の工業の進歩に与かって功績の大なることは、いうまでもない。住友伸銅所も、松本の恩恵に浴した会社の一つであった。」とし、さらに住友総理事を務めた湯川寛吉が松本の不遇に同情し、二人の娘の婚礼費の補いにと私費で金一封を送っていたことを明かしている。この時松本への取り次ぎを頼まれたのが湯川の部下であった大屋敦で、彼の発案で松本と同じ旧幕臣の沢鑑之丞に委託し受納させている[8]。

## 栄典・授章・授賞
位階
- 1883年（明治16年）12月25日 - 正八位[9]
- 1887年（明治20年）3月25日 - 従七位[10]
- 1891年（明治24年）12月16日 - 正七位[11]
- 1895年（明治28年）7月10日 - 従六位[12]
- 1898年（明治31年）3月8日 - 正六位[13]
- 1899年（明治32年）11月6日 - 従五位[14]
- 1904年（明治37年）11月18日 - 正五位[15]
- 1909年（明治42年）12月20日 - 従四位 [16]
- 1913年（大正2年）12月27日 - 正四位[17]
- 1914年（大正3年）5月29日 - 位記返上[5]

勲章等
- 1894年（明治27年）5月29日 - 勲六等瑞宝章[18]
- 1895年（明治28年）
  - 10月18日 - 単光旭日章・功四級金鵄勲章[19]
  - 11月18日 - 明治二十七八年従軍記章[20]
- 1897年（明治30年）11月25日 - 勲五等瑞宝章[21]
- 1901年（明治34年）12月28日 - 勲三等瑞宝章[22]
- 1902年（明治35年）5月10日 - 明治三十三年従軍記章[23]
- 1905年（明治38年）5月30日 - 旭日中綬章[24]
- 1906年（明治39年）4月1日 - 功三級金鵄勲章・明治三十七八年従軍記章[25]
- 1909年（明治42年）5月25日 - 勲二等瑞宝章[26]
- 1914年（大正3年）5月29日 - 勲二等、功三級、従軍記章褫奪